# Talassologia
Talassologia (do grego Θάλασσα, thálassa, mar em português; e λόγος, logos, estudo em português) é o estudo dos oceanos e dos mares. Especificamente, talassologia é a ciência pura que estuda todos os fenômenos relacionados com a água salgada em seu estado natural em oceanos, mares, estuários enfim em todos os aspectos físicos, químicos e biológicos relacionados com as águas salgadas.
A talassologia é uma ciência irmã da ciência limnologia. Esses dois termos funcionam como um divisor das águas em seu estado natural, águas salgadas e água doces assim como é um divisor das distintas áreas de estudos e pesquisas acerca das águas salgadas e as águas doces. Assim os especialistas em pesquisas e estudos envolvendo águas salgadas são designados "talassólogos" da mesma forma que os especialistas em estudos e pesquisas envolvendo águas doces são designados limnólogos.
A talassologia engloba de forma genérica todos os estudos relativos aos mares e oceanos, engloba ciências tais como por exemplo a talassografia (do grego Θάλασσα, thálassa, mar em português; e Grafia, que deriva do grego graphos, "a escrita", "a descrição", em português). Portanto a talassografia ocupa-se da descrição dos fenômenos marinhos já conhecidos e que são utilizados na pratica através das ciências aplicadas às atividades marítimas (navegação, pesca, petróleo, piscicultura, etc.). Difere do conceito da talassologia que é uma ciência pura que busca descobrir, identificar os fenômenos marinhos ainda desconhecidos pela talassografia.
A oceanografia à rigor é uma ciência que faz parte da talassografia. A oceanografia descreve os fenômenos já identificados nos oceanos e busca aplicar esses conhecimentos nas atividades humanas desenvolvidas no ambiente marinho.

## Exemplos de áreas de atuação da talassologia
O talassociclo é o biociclo marinho. É o conjunto dos seres vivos que vivem em água salgada representados pelo plâncton, nécton e benton. O plâncton são seres microscópicos, tanto como o fitoplâncton quanto o zooplâncton; o nécton são os seres vivos macroscópicos que nadam livremente como, por exemplo, os peixes, os golfinhos etc. O benton são os seres vivos que passam a maior parte do tempo parados afixados nas rochas ou enterrados na areia do fundo dos mares e oceanos como, por exemplo, corais, ostras, mariscos etc. O talassociclo apresenta três biócoros distintos :

### Biócoros marinhos
- Biócoro da zona nerítica, que vai da superfície a até 200 metros de profundidade;[1]
- Biócoro da zona batial, que vai de 200 a até 2000 metros de profundidade;[1]
- Biócoro da zona abissal, que vai de 2000 a até o fundo do oceano em profundidades que variam em torno de 11.000 metros abaixo da superfície dos oceanos.[1]

### Bioma marinho do Brasil
O bioma marinho do Brasil situa-se na "Zona Marinha do Brasil" e apresenta diversos ecossistemas.

### Zona Marinha do Brasil
O biótopo da Plataforma continental apresenta largura variável, com cerca de 80 milhas náuticas, no Amapá, e 160 milhas náuticas, na foz do rio Amazonas, reduzindo-se para 20 a 30 milhas náuticas, na região Nordeste, onde é constituída, basicamente, por fundos irregulares, com formações de algas calcárias. A partir do Rio de Janeiro, na direção sul, a plataforma volta a se alargar, formando extensos fundos cobertos de areia e lama.

### Zona Costeira do Brasil
A Zona Costeira Brasileira é uma unidade territorial, definida em legislação para efeitos de gestão ambiental, que se estende por 17 estados e acomoda mais de 400 municípios distribuídos do norte equatorial ao sul temperado do País.
É um conceito geopolítico que não tem nenhuma relação com a classificação feita pela ecologia. A Zona Costeira Brasileira tem como aspectos distintivos em sua longa extensão através de diferentes biomas que chegam até o litoral, o bioma da Amazônia, o bioma da Caatinga e bioma da Mata Atlântica. Esses biomas com grande variedade de espécies e de ecossistemas, abrangem mais de 8.500 km de costa litorânea.